# Fredrik Haugen
Fredrik Haugen, född 13 juni 1992 i Bergen, är en norsk fotbollsspelare som spelar för Ålesund.

## Karriär

### Løv-Ham
Haugen skrev som 16-åring på sitt första A-lagskontrakt med sin moderklubb Løv-Ham inför säsongen 2009. Han debuterade som inhoppare i en match mot Sogndal i Adeccoligaen den 26 april, och gjorde sitt första mål den 16 maj efter att ha bytts in i en match mot Sarpsborg 08.
Haugen fick spela allt mer under 2009, totalt blev det 13 matcher från start och 8 inhopp. Under hösten 2009 tränade han regelbundet med samarbetsklubben Brann, samtidigt som han spelade matcher för Løv-Ham.

### SK Brann
I augusti 2010 köptes Haugen av Brann som då spelade i Tippeligaen, han skrev på ett kontrakt till och med säsongen 2013. Han lånades tillbaka till Løv-Ham under resten av säsongen, och anslöt till sin nya klubb inför säsongen 2011. Under 2011 gjorde Haugen 6 starter och 19 inhopp i ligan. Sommaren 2012 ville Brann låna ut Haugen till Sandefjord för att få speltid, men Haugen tackade nej och bestämde sig för att försöka ta en ordinarie plats i Brann.
Efter en stark höst blev det totalt 16 matcher från start och 9 inhopp under säsongen 2012, och efter säsongen förlängde Haugen sitt kontrakt fram till juli 2016. I februari 2018 förlängde han sitt kontrakt fram till sommaren 2021.

## Statistik
| Säsong | Klubb   | Division     | Liga    | Liga | Cup     | Cup | Totalt  | Totalt |
| Säsong | Klubb   | Division     | Matcher | Mål  | Matcher | Mål | Matcher | Mål    |
| ------ | ------- | ------------ | ------- | ---- | ------- | --- | ------- | ------ |
| 2009   | Løv-Ham | Adeccoligaen | 21      | 2    | 2       | 0   | 23      | 2      |
| 2010   | Løv-Ham | Adeccoligaen | 21      | 8    | 3       | 0   | 24      | 8      |
| 2011   | Brann   | Tippeligaen  | 25      | 2    | 5       | 1   | 30      | 3      |
| 2012   | Brann   | Tippeligaen  | 25      | 0    | 3       | 0   | 28      | 0      |
| 2013   | Brann   | Tippeligaen  | 26      | 1    | 0       | 0   | 26      | 1      |
| 2014   | Brann   | Tippeligaen  | 29      | 2    | 4       | 1   | 33      | 3      |
| 2015   | Brann   | OBOS-ligaen  | 22      | 2    | 1       | 0   | 23      | 1      |
| Totalt | Totalt  | Totalt       | 171     | 18   | 18      | 2   | 189     | 20     |

### Webbkällor
- Fredrik Haugen på Soccerway (engelska)
- Spelarprofil på SK Branns webbplats
- Fredrik Haugens profil Norges Fotballforbund